# Praštali
Praštali (szerbül: Праштали) szerb falu Bosznia-Hercegovinában, a Bosznia-hercegovinai Föderáció Una-Szanai kantonjában, Sanski Most községben.

## Fekvése
Bosznia-Hercegovina északnyugati részén, Bihácstól légvonalban 45, közúton 61 km-re keletre, Sanski Most központjától légvonalban 18, közúton 26 km-re nyugatra, a Grmeč-hegység alatt, a Palanačko polje nevű karsztsíkság szélén fekszik. 

## Népessége
| Nemzetiségi csoport | Népesség 1991 | Népesség 2013 |
| ------------------- | ------------- | ------------- |
| Szerb               | 398           | 83            |
| Bosnyák             | 0             | 0             |
| Horvát              | 2             | 1             |
| Jugoszláv           | 0             | 0             |
| Egyéb               | 1             | 0             |
| Összesen            | 401           | 84            |

## Története
A hagyomány szerint a mai Praštali faluba a 18. században Hercegovinából érkeztek az első betelepülők, nevezetesen a hercegovinai Doljanából érkező Novak és fia Gjuro, akik ottani hajdúk leszármazottai voltak. Praštalit régen ugyanis Novakovićinak hívták. Ősük Starina Novak volt, akinek két fia volt. Az egyik, akinek a neve ismeretlen, Primorjébe ment, a másik pedig Grujo volt, aki előbb a hercegovinai Doljanéban telepedett le. A leszármazottait Novakovićnak hívták. A faluban élő legenda szerint Grujo Novak egyik leszármazottjának, az egyik Novakovićnak háromezer birkája volt. Amikor még pásztor volt, a törökök egy kost akartak levágni az állataiból. Ő azonban megvédte a kost, és hét üszőt ajánlott a törököknek helyette. Erre a török azt mondta neki: „Miért sajnálod ezt annyira?” („Što si ti praštalo toliko zapraštio?”) Ezért aztán a többi pásztor Novakovićot Praštalónak kezdte nevezni. Praštalo olyan gazdag volt, hogy vett egy csitlukot (hűbérbirtok) magának. Már vak és öreg volt, amikor 60 csordával és 1000 birkával útnak indultak Doljaniból. Amikor hat hét gyaloglás után a juhokkal leereszkedtek a Lužački polje feletti dombról, és földet és füvet hoztak neki, így szólt: „Ez a fű, gyerekek, egy sarjú. Itt maradunk!” Brežuljakot azóta Mamuzovacnak hívják, a falut pedig a telepesek szerint Praštalinak.
Az oszmán uralom idején a boszniai szerb falvak elöljárói a kenézek voltak (a muszlim falvak elöljárói muktárnak hívták), Milan Karanović szerint az egyik nevezetes kenéz a török uralom idején Gjuro (Novaković) Praštalo fia Dakleja Praštalo volt, aki már a 18. század második felében Dabartól Majkić Japráig 17 falu vezetője volt, és 1835-ben már száz éves volt. Hírnevére és a hatalmára jelelmző, hogy nemcsak szerb alattvalóitól, hanem a török hatóságok képviselőitől is kapott támogatást. Dakelje Praštalo egyik unokája, Jovan Praštalo volt, akinek apja, Dakelja Lipnikbe költözött, fia pedig elég sokáig volt kenéz, egészen 1876-ig, amikor Grmeč-hegységbe menekült, ahol bekapcsolódott a törökellenes felkelők harcába, és ahol 1876. május 16-án meghalt.
A település 1878-ig volt az Oszmán Birodalom része, majd 1878-tól az Osztrák-Magyar Monarchia része lett. 1941-ben azok közé a falvak közé tartozott, ahol csak szerbek éltek. A második világháború idején 1943. február 8. előestéjén Praštali falu felett kerítették be a 369. „Vražje” hadosztály tagjai a Lepa Radić vezette partizáncsapatot. A többi partizáncsapatnak február 11. és 13. között sikerült kitörniük a bekerítésből. A Grmeč-hegységben a partizánellenes akció során, különféle módon 3370 embert öltek meg, 1722-en kerültek koncentrációs táborokba, és 1256-an fagytak halálra a téli hidegtől. Amikor Lepa Radićot 1943. február 11-én felakasztották a német megszállók még csak 17 éves volt. A Jugoszláv Szövetségi Népköztársaság Nemzetgyűlése Elnöksége 1951. december 20-án Lepa Radićot a nép ellenségei elleni küzdelemben tanúsított kiemelkedő hősiességéért posztumusz Jugoszlávia nemzeti hősévé nyilvánította. Ezzel ő lett a legfiatalabb jugoszláv nemzeti hős. A második világháborúban a falu 400 lakosából 107-en estek áldozatul (52 nő és 38 férfi vesztette életét a harcokban).
A boszniai háború idején a Sana hadművelet során szerb lakossága a szerb csapatokkal együtt elmenekült a támadó bosnyák csapatok elől és közülük csak kevesen tértek vissza. 2013-ban a településnek már csak 84 állandó lakosa volt.